# Schmidt Bender Hungária
A Schmidt-Bender 1957-ben egy Németországban alapított cég, mely felső kategóriás céltávcső gyártására szakosodott.
A cég alapítói Helmut Schmidt és Helmut Bender. A cég vadászok számára kezdett céltávcsöveket gyártani, mivel az akkor kínálat igen gyengének mutatkozott, szakemberekkel, fejlesztő mérnökökkel, optikusokkal és mechanikai műszerészekkel együttműködve fejlesztette ki és teremtette meg a mai minden igényt kielégítő távcsövek őseit.
A termékpalettát folyamatosan bővítve, megkezdték a területi terjeszkedést is, az Egyesült Államokban és  1992-ben Magyarországon is leányvállalatot nyitott.
Schmidt-Bender Hungária
A privatizációs lehetőségeket megragadva a Schmidt-Bender Hungária megvásárolta a termeléshez szükséges precíziós és száloptikai gépsorokat az akkori Magyar Optikai Művektől (MOM), és mára egy több, mint 80 főt foglalkoztató önálló vállalkozássá nőtte ki magát.
A budapesti gyárban az alapgyártás, száloptika-gyártás, vadászati, mesterlövész és sport céltávcső gyártás, összeszerelés, értékesítés és szervizelés folyik.
A megfelelő optikai és technikai tulajdonságnak köszönhetően a Schmidt-Bender Hungária a precíziós céltávcsöveivel a Magyar Honvédség beszállítója lett, és nem csak a vadászok, hanem a sportlövők is találnak maguknak a Schmidt-Bender termékkínálatában maguknak megfelelő modellt.